# Ферниш, Дэвид
Дэвид Фе́рниш (англ. David Furnish; род. 25 октября 1962, Скарборо (Онтарио), Онтарио) — канадский кинорежиссёр
, кинопродюсер, общественный деятель, супруг известного британского музыканта Элтона Джона.

## Биография
Дэвид Ферниш родился 25 октября 1962 года в Скарборо, провинция Онтарио, Канада. Закончил Энциклопедический колледж сэра Джона А. Макдональда, получил степень бакалавра делового администрирования в Университете Западной Онтарио.
В связи с работой переехал жить в Лондон, где в 1993 году на одной из вечеринок познакомился с будущим супругом. С этих пор они начинают жить вместе.
Дэвид Ферниш заканчивает курсы в Британском институте кинематографии, начинает снимать фильмы. Он является членом совета благотворительного фонда «Elton John AIDS Foundation», занимающегося противостоянием эпидемии СПИДа по всему миру.
После 12 лет совместной жизни 21 декабря 2005 года, когда в Великобритании вступил в силу закон, юридически закрепляющий однополые семьи, Джон и Ферниш заключают брак. Церемония проходит в Виндзоре, Онтарио, Канада.
25 декабря 2010 года с помощью суррогатной матери родился их сын Захари Джексон Левон Ферниш-Джон. 11 января 2013 года на свет появился второй сын — Элайджа Джозеф Даниэль Ферниш-Джон.
21 декабря 2014 года Элтон Джон и Дэвид Фёрниш расписались и сыграли свадьбу, тем самым отметив девятилетнюю годовщину гражданского брака.

## Фильмография
- Элтон Джон: Истерики и тиары (1997)
- Кофи Аннан : Центр Storm (1998)
- Цветок пустыни (1999)
- Женские сплетни(1999)
- Слава и мода: Внутри Gucci — Секс и мода (2002)
- Слава и мода: Внутри Versace — Секс и мода (2002)
- Мальчик в девочке (2006)
- Гномео и Джульетта (2011)

### Телевидение
- «Спектакль: Элвис Костелло с…» — продюсер, 2008 год

### Театр
- «Billy Elliot the Musical» — исполнительный продюсер оригинальной постановки, 2005 год